# Pallavolo ai I Goodwill Games - Torneo maschile
Il I Campionato di pallavolo maschile ai Goodwill Games si è svolto dal 14 al 19 luglio 1986 a Mosca, in Russia. Al torneo hanno partecipato 8 squadre nazionali e la vittoria finale è andata per la prima volta all'Unione Sovietica.

## Squadre partecipanti
- Brasile
- Bulgaria
- Cecoslovacchia
- Francia
- Giappone
- Polonia
- Stati Uniti
- Unione Sovietica

## Gironi
| Girone A                                 | Girone B                                     |
| ---------------------------------------- | -------------------------------------------- |
| Brasile Francia Polonia Unione Sovietica | Bulgaria Cecoslovacchia Giappone Stati Uniti |

## Fase finale

### Finali 1º e 3º posto
|  | Semifinali       | Semifinali       | Semifinali  |             |                  | Finale 1º/2º posto | Finale 1º/2º posto | Finale 1º/2º posto |  |
|  |                  |                  |             |             |                  |                    |                    |                    |  |
|  | Unione Sovietica | Unione Sovietica | 3           |             |                  |                    |                    |                    |  |
|  | Unione Sovietica | Unione Sovietica | 3           |             |                  |                    |                    |                    |  |
|  | Giappone         | Giappone         | 2           |             |                  |                    |                    |                    |  |
|  | Giappone         | Giappone         | 2           |             | Unione Sovietica | Unione Sovietica   | 3                  |                    |  |
|  |                  |                  |             |             | Unione Sovietica | Unione Sovietica   | 3                  |                    |  |
|  |                  |                  | Stati Uniti | Stati Uniti | 2                |                    |                    |                    |  |
|  | Stati Uniti      | Stati Uniti      | Stati Uniti | Stati Uniti | 2                | 3                  |                    |                    |  |
|  | Stati Uniti      | Stati Uniti      |             |             |                  | 3                  |                    |                    |  |
|  | Francia          | Francia          | 1           |             |                  | Finale 3º/4º posto | Finale 3º/4º posto | Finale 3º/4º posto |  |
|  | Francia          | Francia          | 1           |             |                  |                    |                    |                    |  |
|  |                  |                  |             |             |                  |                    |                    |                    |  |
|  |                  |                  |             |             |                  | Giappone           | Giappone           | 3                  |  |
|  |                  |                  |             |             |                  | Giappone           | Giappone           | 3                  |  |
|  |                  |                  |             |             |                  | Francia            | Francia            | 1                  |  |

### Finali 5º e 7º posto
|  | Semifinali     | Semifinali     | Semifinali     |                |          | Finale 5º/6º posto | Finale 5º/6º posto | Finale 5º/6º posto |  |
|  |                |                |                |                |          |                    |                    |                    |  |
|  | Cecoslovacchia | Cecoslovacchia | 3              |                |          |                    |                    |                    |  |
|  | Cecoslovacchia | Cecoslovacchia | 3              |                |          |                    |                    |                    |  |
|  | Brasile        | Brasile        | 1              |                |          |                    |                    |                    |  |
|  | Brasile        | Brasile        | 1              |                | Bulgaria | Bulgaria           | 3                  |                    |  |
|  |                |                |                |                | Bulgaria | Bulgaria           | 3                  |                    |  |
|  |                |                | Cecoslovacchia | Cecoslovacchia | 2        |                    |                    |                    |  |
|  | Bulgaria       | Bulgaria       | Cecoslovacchia | Cecoslovacchia | 2        | 3                  |                    |                    |  |
|  | Bulgaria       | Bulgaria       |                |                |          | 3                  |                    |                    |  |
|  | Polonia        | Polonia        | 2              |                |          | Finale 7º/8º posto | Finale 7º/8º posto | Finale 7º/8º posto |  |
|  | Polonia        | Polonia        | 2              |                |          |                    |                    |                    |  |
|  |                |                |                |                |          |                    |                    |                    |  |
|  |                |                |                |                |          | Polonia            | Polonia            | 3                  |  |
|  |                |                |                |                |          | Polonia            | Polonia            | 3                  |  |
|  |                |                |                |                |          | Brasile            | Brasile            | 1                  |  |

## Classifica finale
| Classifica | Squadre          |
| ---------- | ---------------- |
|            | Unione Sovietica |
|            | Stati Uniti      |
|            | Giappone         |
| 4          | Francia          |
| 5          | Bulgaria         |
| 6          | Cecoslovacchia   |
| 7          | Polonia          |
| 8          | Brasile          |